# A47高速公路
A47高速公路是法国的一条高速公路，全长29千米，于1962年开工建设，1983年全线建成通车。A47始于日沃尔，终于圣艾蒂安。A47也是欧洲E70公路的一部分。